# De Villeneuve
Il casato dei de Villeneuve è un'antica famiglia nobile della Contea di Tolosa fondatrice della città di Villeneuve-Loubet

## Storia
Pierre de Villeneuve (1090-1164) sposò Ermessinde di Narbona e fu padre di Arnaud de Villeneuve che partecipò nel 1095 alla Prima crociata al seguito di Raimondo IV di Tolosa e di Raymond, morto nel 1223. Raymond fu padre di Guillaume de Villeneuve padre di Giraud signore di Arcs e Trans. Alla stessa famiglia appartennero anche i tre fratelli Arnaud, Pons e Raymond. de Villeneuve che seguirono nel 1249 Alfonso III di Poitiers alla Settima crociata.
Giraud de Villeneuve, signore di Arcs e Trans fu padre di Romée-Romeo di Villanova (1170-1250), di Raimond de Villaneuve Tourettes e dell'anonimo di Villeneuve padre di Arnaud.
Romée de Villeneuve-Romeo di Villanova (1170-1250 ) figlio di Giraud, signore di Vence e gran siniscalco della Provenza, divenne consigliere del conte Raimondo Berengario IV di Provenza. Nel 1230, fece fortificare il castello di Nizza. Fondò la città Villeneuve-Loubet e nel 1245, alla morte di Raimondo Berengario IV di Provenza ereditò la signoria di Vence e divenne tutore di sua figlia Beatrice di Provenza e reggente della contea. Come reggente riuscì a far sposare Beatrice a Carlo d'Angiò convincendo Luigi IX di Francia a rinunciare a una parte di questo feudo che spettava a sua moglie Margerita sorella di Beatrice. Con l'aiuto di Luigi IX riuscì ad allontanare gli altri pretendenti: Raimondo VII di Tolosa, e Giacomo I d'Aragona. Fu sepolto nella chiesa di Saint-Dominique a Nizza. Diede inizio al ramo dei de Villaneuve de Vence, sposò Douce Badat ed ebbe:
- Béatrix moglie di Hugues des Baux de Castellane
- Pierre Romée sposato con Alasacie d'Aiguines (1228-1278)e padre di Bertrand sposato nel 1278 con Béatrice d'Escaplon. Da questa coppia nacquero: Alasacie moglie di Raymond de Villeneuve (1282-1336), signore di Ampus e di Montferrat[1] e François sposato con Cécile d'Hyères e a sua volta padre di Giraud marito di Bourguette d'Agoult.

Raimond de Villaneuve Tourette, figlio di Giraud, marito di Faidide de Fayence, ereditiera di Tourrettes e fondatore del ramo de Tourrettes Esclapom fu padre di Raimond marito di Alix de Blacas, Raymond fu padre di Pons-Albert marito di Adalasie Rostang des Mujoulx e a sua volta padre di Bertrand de Villeneuve d'Esclapon marito di Sancie de Signe
Arnaud de Villeneuve, figlio dell'anonimo de Villeneuve (terzo figlio di Giraud) marito di Adalasie des Arcs fu padre di Géraud o Giraud III signore di Arcs , di Trans, di La Motte e di Esclans morto nel 1283 che sposò Aigline de Sabran d'Uzès †1283. Dalla coppia Giraud III-Aigline nacquero:
- Arnaud Arnaud II, gran ciambellano di Carlo d'Angiò sposato con Sibylle de Sabran e padre di Helion de Villeneuve sposato con Brigide de Sabran che fu Gran Maestro del Sovrano Militare Ordine di Malta e prese parte alla crociata di Papa Clemente VI, riportando nel 1344 a Smirne una importante vittoria. Hélion fu padre di Hélion II sposato il 7 febbraio 1348 con Mathilde de Pontevès e Louise (1320-1382) sposata con Guillaume Feraud II de Glandeves (1317-1362)
- Santa Roseline de Villeneuve (1263-1329) nata nel castello di Arcs che divenne nel 1300 priora del monastero di Celle-Roubaud. Riposa nella Cappella di famiglia a Les Arcs sur Argens, restaurata nel 1969 e decorata da un mosaico di Marc Chagal e da un bassorilievo di Alberto Giacometti
- Raymond (1282-1336) sposato con Alasacie de Villeneuve Vence e padre di: Arnaud III Le Grand de Villeneuve (1309-1381) sposato con Philippine de Castellane (1291-1380) e padre di: Géraud (1341-1407) sposato nel 1378 con Bertrande d'Allamanon, e risposato nel 1385 con Sancie du Puget; di Hélion sposato nel 1387 con Decane Rostaing de Peresc (1365-1432) di Arnaud III Le Grand de Villeneuve (1309-1381) che nel 1356, cedette a Giovanna I di Napoli figlia di Carlo, Duca di Calabria, primogenito del re di Napoli, Roberto d'Angiò la signoria di San Giorgio Albanese in Calabria ricevendone in cambio la signoria di Barrême.

Giraud de Villeneuve Vence, figlio di François e di Cécile d'Hyères sposò Bourguette d'Agoult  e fu padre di:
- François marito di Sillette Riquier e padre di Jean sposato nel 1451 con Louise de Glandevès. Dalla coppia Jean-Louise nacquero: Delphine sposata nel 1496 con Louis d'Agoult d'Ollières e Silonne moglie di Elzéar d'Agoult.
- Raimond sposato nel 1434 con Alix Gantelme fu padre di Giraud signore di Gréolières sposato con Philippe Marquesan e a sua volta padre di Antoine le Gros. Antoine le Gros sposò Honorade e fu padre di Antoine de Villeneuve marito di Françoise de Grasse. Dalla coppia Antoine-Françoise nacque Claude.

Géraud de Villeneuve(1341-1407), figlio di Arnaud III Le Grand risposato nel 1385 con Sancie du Puget fu padre di: Hélion Gran scudiere di Luigi III d'Anjou, marito di Marguerite de Montauban e padre di:
- Arnaud sposato nel 1440 con Honorée de Baschi e padre di Loisis de Villeneuve Trans(1436-1516), signore di Serenon e marchese di Trans che comandò sotto Carlo VIII di Francia la flotta nella conquista di Napoli . Nel 1498 fu inviato come ambasciatore presso la Santa sede da Luigi XII di Francia. Sposato con Honorade de Berre, ebbe: Charlotte, moglie di Nicolas Grimaldi[2], Gaspard, ucciso nella Battaglia di Marignano marito di Marguerite de Pontevès (1502-1555), Anne (1461-1566) sposata il 4 dicembre 1507 con Jean de Foix (1440-1521). Anne e Jean de Foix furono i genitori di Françoise sposata con Claudio di Savoia (1507-1569 Savoia-Racconigi) inoltre Jean era figlio del Comte de Benauges e di Kendall, visconte di Castillon e di Meilles, fratello di Marguerite de Foix sposata nel 1492 con Ludovico II di Saluzzo.
- Hélion sposato nel 1464 con Gardanne de Rodulf fu padre di Giraud marito di Brigida Lascaris e padre di Antoine che sposò nel 1525 Marguerite de Mathieu. Dalla coppia Antoine-Marguerite nacquero: Gaspard sposato nel 1555 con Marguerite de Bouliers[3] e Marguerite sposata il 6 marzo 1563 con François de Pontevès e madre di Louis padre di Marguerite moglie di Jean Granet.

Claude de Villeneuve, figlio di Antoine, Presidente degli stati provenzali sposò Francesca Grimaldi, figlia di Gaspardo II, signore di Antibes e di Corbons fu padre di:
- Gaspard, marito di Philippa de Chabaud e padre di Claude(1643-1703), signore di Thorenc marito di Marie de Castellane
- César de Villeneuve, barone di Gréolières fu padre di Claude[4], e di Françoise moglie di Honoré de Glandevès signore di Castellet.

## Ramo deTourrettes - Esclapon
Pons-Albert marito di Sancie de Signe e a sua volta padre di Jean. Jean co-signore di Bargemon e Figanière marito di Dragone de Ricavi, ereditiera di Bargemon, fu padre di Pons marito di Catherine de Vauclause e di Guillaume marito di Agnès de Castellane. Pons fu padre di Antoine marito di Paulette du Puget. Antoine fu padre di Andronic marito di Jaumette de Grasse e di Honoré marito di Bianca di Monaco figlia di Lamberto di Monaco e di Claudina Grimaldi. Honoré fu padre di Jean I marito di Marguerite de Foix Candale.
Jean II, figlio di Jean I, marito di Pierrette d'Oraison fu padre di:
- Jean l'ardito (1565-1621) marito di Baptistine de La Lande e a sua volta padre di: Christophe marito di Claire de L'Eveque (1629-1699)
- Hercule I de Villeneuve Esclapon marito di Honorade de Barras (1589-1684), padre di Hercule II (1649-1714) marito di Marguerite d'Arnoux . Hercule II fu padre di: Elzéar (1683-1683), Jean-Baptiste (1684-1756) marito di Lucrèce Dezein e a sua volta padre di Charles-Pierre (1724-1781), marito di Augustine de Clérissy Trévans de Roumoles.

Charles-Pierre, figlio di Jean-Baptiste fu padre di:
- Jules Elzéar (1765-1820) marito di Cécile Thérèse de Clérissy Trévans e a sua volta padre di Eulalie Augustine Thérèse (1805-1854) moglie di Hippolyte de Loth (1795-1878), di Charles Auguste Romée 1807-1889) marito di Louise de Lyle Taulanne (1810-1889). Charles Auguste Romée fu padre di Gaspard Gabriel Hélion (1835-1907), Édouard (1837-1913), Arthur (1839-1929),
- Louis Auguste (1771-1858) marito Aglaë de Fresse de Monval (1789-1859)
- Hélion (1773-1843) marito di Zoë Rhodes de Barras e padre di Jules (1809-1895), marito di Henriette de Fresse de Monval e a sua volta padre di Christian de Villeneuve-Esclapon (1852-1931) che fu deputato nel 1889 per la Corsica. Christian sposò la scultrice e pittrice Jeanne Bonaparte figlia di Pietro Napoleone Bonaparte e di Éléonore-Justine Ruflin e sorella del geografo Rolando Napoleone Bonaparte. Pietro Napoleone Bonaparte era il settimo dei dieci figli di Luciano Bonaparte, fratello di Napoleone Bonaparte. Dalla Coppia Christian-Jeanne Bonaparte nacquero: Jules Pierre Napoléon (1886-1957) marito di Cécile Ernestine Marie de Courtois (1896-1981), Henriette Marie Jeanne (1887-1942) marito di Cécile Ernestine Marie de Courtois (1896-1981), Romée Napoléon (1889-1944), Lucien Louis Napoléon (1890-1939) marito di Iskouhi-Gladys Matossian (1894-1951), Marie Roselyne (1893-1973) moglie di Bruno de Maigret (1888-1966), Rolande Anne Mathilde (1896-1972) moglie di Antoine de Lyée de Belleau.

## Genealogia parziale
Pierre de Villeneuve (c.1090 - c. 1164) - sposò Ermessinde di Narbonna:
1. Raimond V (c. 1120 - c. 1180) - sposò Ermengardis de Malgrad (? - 1152):
  1. Geraurd I, signore di Trans (1150 - c.1210) - sposò Asturge Pilon:
    1. Geraud II:
      1. Géraud III (? - 21 ottobre 1283) - sposò Aigline de Sabran d'Uzès; sposò poi Philippine d'Esclapon, signora des Tourrettes
        1. (I) Raymond Hugues, signore d'Ampus (1282 - 1336): discendenti vedi sotto: Linea Villeneuve-d'Ampus
        2. Arnaud II - sposò Sibille de Sabran:
          1. Elzéar
          2. Arnaud III - sposò Rixendre de Cadenet:
            1. Hélion - sposò Mathilde de Pontèves:
              1. Arnaud - sposò Philippine de Castellane:
                1. Yolande - sposò Luca Grimaldi, signore d'Antibes: con discendenza;

          3. Hélion
          4. Roseline (27 gennaio 1263 - 17 gennaio 1329), dichiarata santa nel 1851

        3. (II) Hugues - discendenti vedi sotto: des Tourettes
        4. Hugues Raymond

      2. Arnaud - sposò Adalasie des Arcs, signora d'Ampus et de Monferat:
        1. Raymond, signore d'Ampus -

    2. Romeo, I barone di Vence (c. 1172 - 15 dicembre 1257) - sposò Douce Badat (c.1170 - c.1252):
      1. Pierre Roméo (c.1220 - c.1313) - sposò Alsacie d'Aiguines (1228 - 1278):
        1. Bertrand, barone di Vence (c.1263 - 1322) - sposò Béatrix d'Esclapon:
          1. Alsacie - sposò Raymond de Villeneuve, (1282 - 1336): con discendenza;
          2. François (? - 7 agosto 1375):
            1. Béatrix - sposò Bertrand II di Vintimille: con discendenza;
            2. Giraud (? - 1408) - sposò Bourgette d'Agoult:
              1. Raymond - sposò Hélipide Gantelme:
                1. Giraud II (? - 1493) - sposò Philippine Margueson:
                  1. Honorade - sposò Louis de Castellane-Dalulis: con discendenza;
                  2. Antoine, signore di Gréolières - sposò Honorade de Castellane:
                    1. Jean (? - 14 maggio 1562) - sposò Brigide de Vintimille-Lascaris:
                      1. Esprite (? - 20 marzo 1629) - sposò Jean de Demandolx: con discendenza;
                      2. Claude - sposò Delphine de Villeneuve:
                        1. Suzanne - sposò Jean de Castellane: con discendenza;

                      3. Françoise

                    2. Antoine - sposò Françoise de Grasse-Antibes:
                      1. Louise - sposò Jean VI de Montlaur e Antoine de Boissavin-Pignan: il primo con discendenza;
                      2. Claudine - sposò Roland de Grasse, signore di Bormes-les-Mimosas: con discendenza;
                      3. Claude, barone di Vence - sposò Françoise Grimaldi:
                        1. César, signore di Gréolières - sposò Marguerite de Villeneuve-Tourrettes (? - 18 gennaio 1674):
                          1. Françoise - sposò Honoré de Glandèves: con discendenza;
                          2. Claude, barone di Vence - sposò Catherine de Grasse:
                            1. Alexandre, marchese di Vence (? - 5 novembre 1698) - sposò Marguerite de Brancas:
                              1. François Sextius, marchese (10 aprile 1670 - 1707) - sposò Jeanne de Millot:
                                1. Alexandre Gaspard, marchese (11 gennaio 1704 - 20 novembre 1774) - sposò Maddeleine Sophie de Simiane (1701 - 3 maggio 1769):
                                  1. Pauline (? - 30 dicembre 1776) - sposò Joseph André de Villeneuve, marchese de Flayosc (1714 - 1778): con discendenza;
                                  2. Jean Alexandre Romée (6 novembre 1727 - 5 febbraio 1776) - sposò Angélique Louise de La Rochefoucauld (1733 - 9 dicembre 1794):
                                    1. Pierre Paul Ours Hélion (29 giugno 1759 - 19 settembre 1819) - sposò Marie Clémentine de Laage de Bellefaye (17 marzo 1763 - 11 luglio 1809):
                                      1. Clément Louis Hélion (1783 - 9 febbraio 1834) - sposò Aymardine Marie Juliette d'Harcourt (29 settembre 1784 - 18 settembre 1859):
                                        1. Chantal Angélique Gabrielle Claire (20 febbraio 1811 - 10 luglio 1850) - sposò il conte Louis Marie François de La Forest: con discendenza;
                                        2. Charlotte - sposò Charles d'Andigné: con discendenza;

                                      2. Claire Jeanne Rosaline Chantal (20 settembre 1785 - 11 aprile 1861) - sposò il marchese Charles Jean Stanislas François de Bassompierre (21 settembre 1777 - 13 novembre 1837): con discendenza;

              2. François - sposò Sillette Riqier, signora de Seillans:
                1. Jean - sposò Louise de Glandèves:
                  1. Delphine - sposò il barone d'Ollières, Louis d'Agoult: con discendenza;
                  2. Sillone - sposò Elzéar d'Agoult d'Ollières, co-signore di Roquefeuil: con discendenza;

                2. Hugues - sposò Maria Grimaldi e Elise de Brancas:
                  1. (I) Renaud - sposò Maria Grimaldi:
                    1. Renaud II (? - 1573) - sposò Douce de Fabry:
                      1. Honoré - sposò Françoise de Barthélemy:
                        1. Jean, signore de Saint Césari et de Bourigale - sposò Marguerite de Grasse:
                          1. Honoré (1608 - ?) - sposò Catherine de Murat (c. 1620 - ?):
                            1. Pierre, signore di Séranon (26 febbraio 1649 - ?) - sposò Rossoline de Villeneuve de Trans:
                              1. Véronique, signora di Saint-Césaire  (1688 - 1763) - sposò il conte François de Grasse (1681 - 1723): con discendenza;
                              2. Marguerite - sposò Paul Joseph de Grasse: con discendenza;
                              3. François (1682 - ?)

                            2. Marguerite - sposò Gaspar de Vintimille: con discendenza;
                            3. Jean
                            4. Félix
                            5. Honorade
                            6. Claude
                            7. Jacques

                  2. (II) Nicolas - sposò Marguerite de Forbin (? - 1524):
                    1. Pierre (? - 1526)

              3. Béatrix

          3. Paul - sposò Sybille de Vintimille:
            1. Guichard, signore di Tourrettes:
              1. Jeanne - sposò Honoré Ruffi: con discendenza;
              2. Paul (? - 1471) - sposò Catherine de Comti:
                1. Antoine (? - 14 agosto 1507) - sposò Madeleine d'Agoult d'Ollières:
                  1. Antoine - sposò Jeanne de Grasse:
                    1. Honoré - sposò Madeleine de Castellane (c.1508 - dopo il 1569):
                      1. Léonore - sposò Antoine de Requiston: con discendenza;
                      2. Claude (1555 - 1621) - sposò Marguerite de Renaud:
                        1. Françoise (? - 14 settembre 1651) - sposò Balthazar de Refalis: con discendenza;

                      3. Pierre - sposò Honorée de Villeneuve

                    2. Jacques - sposò Pierrette de Lombard:
                      1. Annibal (? - 15 giugno 1649) - sposò Julie de Giraud:
                        1. Marguerite (? - 18 gennaio 1674) - sposò César de Villeneuve: con discendenza;
                        2. Françoise - sposò Antoine de Berre

                      2. Jacques (? - 1629) - sposò Suzanne de Villeneuve:
                        1. César (28 marzo 1610 - 19 luglio 1646) - sposò Lucrèce de Grasse:
                          1. Marie Marguerite (22 gennaio 1645 - 28 maggio 1717) - sposò Antoine de Gasquet: con discendenza;

                2. Jean - sposò Yolande de Bertatis:
                  1. Honoré - sposò Antoinette Lascaris de Vintimille:
                    1. Honoré - sposò Lucrèce de Berre:
                      1. Alexandre - sposò Marguerite de Grasse:
                        1. Marguerite - sposò Hubert du Puget: con discendenza;

                      2. Honorée - sposò Pierre de Villeneuve

                  2. Barthelemy - sposò Jeanne de Reillane:
                    1. Pierre - sposò Honorade de Demandolx:
                      1. Gaspard - sposò Catherine de Sabran:
                        1. Marie - sposò Jean de Gladèves: con discendenza;

                  3. Clément:
                    1. François - sposò Catherine de Martel:
                      1. Madeleine - sposò Achille de Grasse, signore di Sarroux

      2. Béatrix - sposò Hugues de Castellane (? - 1307)

    3. Mabille, signora di Thoran - sposò Poncet de Blacas: con discendenza;
    4. Boniface

  2. Guillaume Raimond
2. Pons II (c.1125 - prima del 1192) - sposò Mabriane de Calmont-Caraman (c.1135 - c.1183):
  1. Jourdain, signore di Caraman (c.1157 - dopo il 19 febbraio 1237) - sposò Magne:
    1. Vital (c.1210 - c.1283):
      1. Guillaume:
        1. Vital (1275 - c.1341) - sposò Miracle de Montesquieu (1305 - 9 aprile 1341):
          1. Raymond Arnaud - discendenti vedi sotto: Villeneuve-Croisille

        2. Bernard

  2. Arnaud IV (c.1160 - dopo aprile 1215) - sposò Béatrix N.
    1. Raymond

  3. Pons III
3. Arnaud II
4. Guillaume II
5. Bernard I
6. Isarn II
7. Ricarde

### de Villeneuve-d'Ampus
Raymond Hugues (1282 - 15 dicembre 1336) - sposò Alasacie de Villeneuve; sposò poi Valérie de Blacas (1290 - ?:
1. (I) Béatrix - sposò Blacas V de Blacas: con discendenza;
2. Cécile (1296 - 1387) - sposò Guillaume de Blacas, signore di Baudinard-sur-Verdon: con discendenza;
3. Arnaud, signore des Arcs (1309 - 1381) - sposò Philippine de Castellane (1291 - 1380):
  1. Géraud IV, signore des Arcs (1341 - 1407) - sposò Sancy du Puget:
    1. Hélion, signore e gran scudiero di Luigi III d'Angiò (1385 - 4 maggio 1430) - sposò Marguerite Artaud de Montauban (1368 - 1447):
      1. Arnaud V, signore des Arcs (1419 - 1494) - sposò Honorée de Baschi (1420 - dopo il 1495):
        1. Jeanne (1440 - 1486) - sposò René de Castillon, barone d'Aubagné e di Beynes: con discendenza;
        2. Louis, marchese di Trans (1441 - 1516) - sposò Honorade de Berre:
          1. Anne, marchesa di Trans (1461 - 1566) - sposò il conte di Gurson, Jean de Foix: con discendenza;
          2. Charlotte - sposò Nicolas Grimaldi: con discendenza;

        3. Antoinette - sposò Gauchar II de Bracas: con discendenza;
        4. Catherine (1445 - ?) - sposò Jean I de Benaud: con discendenza;
        5. Marguerite - sposò Jean de Coriolis

      2. Andrivette - sposò Honoré de Castellane: con discendenza;
      3. Hélion, signore di Revest - sposò Cardonne de Rudolph:
        1. Antoine, signore di Revest - sposò François de Forbin:
          1. Antoinette
          2. Catherine - sposò Honoré d'Albe: con discendenza;

        2. Giraud (? - c.1530) - sposò Brigide de Lacaris:
          1. Antoine, barone des Arcs, signore du Revest, de Vidauban et de Taradeau (? - 1570) - sposò Marguerite de Mathieu (? - 1567):
            1. Marguérite (? - 1601) - sposò François de Pontèves: con discendenza;
            2. Gaspard, titoli del padre (? - 1586) - sposò Marguerite de Bouliers:
              1. Suzanne - sposò Pompée de Grasse, baron de Bormes et Mouans: con discendenza;
              2. Diane - sposò Melchior de Demandolx, seigneur de Trigance: con disc.;
              3. Isabeau - sposò Charles de Grasse, seigneur de Briançon: con disc.;
              4. Delphine - sposò Claude de Villeneuve: con discendenza;

            3. Madeleine
            4. Lucrèce - sposò Marc de Gombert: con discendenza;
            5. Jeanne - sposò Pierre Romans (1530 - 1575): con discendenza;

          2. Honoré, signore du Revest

  2. Yolande (1350 - 1409) - sposò Luc Grimaldi: con discendenza;
  3. Antoine, signore di Flayosc (c.1350 - 25 luglio 1407) - sposò Hermeline, signora di Gourdon (? - 1423):
    1. Alayette (? - 1408) - sposò Folques de Pontèves: con disc.;
    2. Antoine, signore (? - 1461) - sposò Philippine de Glandèves:
      1. Hélion, signore d'Espinouse - sposò Belonne de Forbin:
        1. Pierre, signore // - sposò Marguerite de Pontèves (? - 6 marzo 1549): - discendenti: Linea Villeneuve-Espinouse
        2. Honoré, signore di Tartonne (? - 20 gennaio 1549):
          1. Catherine - sposò Jean d'Oraison, seigneur de La Roquette: con discendenza;

      2. Louis (? - 15 febbraio 1508) - sposò Colette de Castillon (1425 - 1518):
        1. Jeanne (? - 28 agosto 1505) - sposò Louis de Viette e Tannequin de Pontevès, seigneur de Cabanes: con discendenza;
        2. Alexis, marchese di Trans (? - 28 marzo 1528) - sposò Yolande de Sabran (? - 1554):
          1. Delphine - sposò Antoine des Grandes: con discendenza;
          2. Madeleine
          3. Claude, marchese e barone di Flayosc (11 aprile 1511 - 16 gennaio 1587) - sposò Isabeau de Feltre:
            1. Lucie (1550 - ?) - sposò Pierre de Rame: con discendenza;
            2. Yolande - sposò René Grimaldi: con discendenza;
            3. Ours, barone di Flayosc e Barreme (? - 4 maggio 1641) - sposò Isabeau de Pontevès-Bargeme (? - 11 gennaio 1587); sposò poi Sibille de Grasse (? - 1605):
              1. Jean Baptiste, barone de Flayosc et de Barrême (1575 - 1642) - sposò Louise de Glandèves-Montblanc (? - prima del 1654): discendenti: Linea Villeneuve-Flayosc
              2. Jules, signore de Saint Lyons et de Thorenc (? - c.1673) - sposò Pierrette de Pontèves:
                1. Jeanne - sposò François de Glandèves: con discendenza;

            4. Claude
            5. Louise
            6. Melchionne - sposò Claude de Grasse, signore de Saint Césaire: con discendenza;

  4. Hélion (1355 - 1399) - sposò Décane de Rostang-Peiresc:
    1. Louise - sposò Boniface de Castellane, signore di Fox: con discendenza;
    2. Guillaume, signore di Séranon

  5. Alsacie - sposò Louis de Sabran: con disc.;
  6. Raymond
4. (II) Louise (? - 1 agosto 1382) - sposò Guillaume II Féraud de Glandevès, signore de Cuers et de Glandevès (? - 1359)

#### LineaVilleneuve-Espinouse
Pierre, signore d'Espinouse - sposò Marguerite de Pontèves (? - 6 marzo 1549): 
1. Jeanne - sposò Pierre Isnard de Glandevès, signore de Cuers: con discendenza;
2. Pierre, signore (? - 1575) - sposò Dauphine d'Agoult, signora di Seillons-Source-d'Argens (? - 1556):
  1. Scipion, signore - sposò Sara du Mas de Castellane:
    1. Lucrèce - sposò Annibal de Glandèves (c.1580 - ?)

  2. Pierre, signore - sposò Claudine de Castellane:
    1. Elisabeth, signora d'Espinouse - sposò Honoré de Coriolis (13 gennaio 1600 - 1651):
      1. Lucrèce - sposò Cosme Ier d'Estienne-Chaussegros de Lioux: con discendenza;
      2. Pierre, marchese d'Espinouse, poi barone di Corbières, presidente del Parlamento di Aix-en-Provence - sposò Louis d'Oraison (1635 - ?):
        1. Jean-Baptiste Joseph, marchese d'Espinouse, poi barone di Corbières, presidente del Parlamento di Aix-en-Provence nel 1690 (30 gennaio 1655 - 12 gennaio 1712) - sposò Elisabeth Catherine Grimaldi:
          1. Madeleine - sposò Jean Baptiste Toussaint d'Arnaud de Rousset (1694 - 1749): con discendenza;

  3. Gédéon, signore di Granges - sposò Suzanne des Granges:
    1. Françoise - sposò Charles de Tabaret: con discendenza;

  4. Diane - sposò Joseph d'Agoult, signore de Roquefeuil: con discendenza;
3. Jean, signore di Tartonne e Espinouse - sposò Françoise de Génas d'Eguilles (1536 - ?):
  1. Diane - sposò Gaspard de Glandevèes: con discendenza;
  2. Joseph
  3. Josias - sposò Suzanne de Saffalin:
    1. Hélion (1614 - 1692), signore de La Celette - sposò Suzanne de Bonneau (? - 1691):
      1. Jean (1642 - 1682) - sposò Marie de Cuvry:
        1. Josias (5 ottobre 1681 - 30 dicembre 1737) - sposò Jeanne Géraldine Dreves (15 agosto 1691 - 19 novembre 1745):
          1. Daniel Meindert (1718 - 1812) - sposò Franzosina Sprong:
            1. Josias Elian (c. 1760 - 7 marzo 1829)
            2. Jan Hendrik (3 ottobre 1762 - 17 gennaio 1810) - sposò Johanna Aldegonda Knijff (2 settembre 1764 - 26 settembre 1827):
              1. Anna Maria (7 dicembre 1788 - 17 novembre 1818) - sposò Jan Evertsz van Voorthuijsen (21 settembre 1787 - 17 gennaio 1835)
              2. Elisabeth Maria Cornelia (15 febbraio 1792 - 8 ottobre 1863) - sposò Adrianus Adam van de Crab (7 gennaio 1787 - 19 aprile 1863): con discendenza;
              3. Christina Lijdia
              4. Cornelis Frans Adolf (21 luglio 1790 - 18 dicembre 1791)
              5. Daniel Meindert (1787 - ?) - sposò Anna Rebel (30 maggio 1784 - 21 novembre 1858):
                1. Willem (10 novembre 1816 - 4 marzo 1896), generale - sposò Jacoba Loke (25 agosto 1822 - 17 gennaio 1893):
                  1. Daniel Meindert Elion
                  2. Maria Petronella Wilhelmina Theodora (1852 - 1946)
                  3. Lodewijk Johan (5 ottobre 1854 - 13 maggio 1907) - sposò la baronessa Johanna Constantia Wilhelmina van Heeckeren tot Waliën (30 maggio 1852 - 18 luglio 1911):
                    1. Willem (13 novembre - 29 dicembre 1878)
                    2. Louis Constant (5 luglio 1880 - 22 gennaio 1958) - sposò Kitty Gijselman (18 gennaio 1884 - 24 settembre 1962):
                      1. Kitty Hermance (1910 - ?) - sposò Cornelis Dysenrick
                      2. Constance Maria (1 giugno 1912 - 14 ottobre 1996) - sposò Auguste Henri Just de la Paisières (1 aprile 1906 - 2 febbraio 1991): con discendenza;
                      3. Louis Constant (3 settembre 1923 - 11 gennaio 2005) : con discendenza;

                    3. Willem Frederik (18 settembre 1883 - 24 maggio 1960)
                    4. Jacoba Henriette (13 luglio 1885 - 5 agosto 1966) - sposò Johannes Parmentier (1883 - 1981): con discendenza;

                  4. Willem Jacobus (12 dicembre 1855 - 31 maggio 1878)
                  5. Jacobus Willem (12 dicembre 1855 - 17 dicembre 1921) - sposò Henriette Frederika Elisabeth von Staedel (1862 - 1934):
                    1. Aldegonda Jacoba Dorothea (8 maggio 1887 - 16 agosto 1962) - sposò Jan van Heteren: con discendenza;
                    2. Jacques Willem (5 novembre 1891 - 21 aprile 1902)
                    3. Jacoba Maria (13 gennaio 1889 - 31 maggio 1944) - sposò Lodewijk Johannes de Jong

                2. Johanna Aldegonda (6 gennaio 1821 - 21 dicembre 1908)

          2. Jean Hélion
          3. Anne Christine (12 marzo 1720 - 14 maggio 1720)
          4. Jean Hélion
          5. Jean Hélion, capitano
          6. Josias Alexandre
          7. Sara Hebelia
          8. Marie Elisabeth
          9. Guillaume (1733 - 16 dicembre 1822) - sposò Apollonia Elisabeth de Bie:
            1. Arnould (15 ottobre 1766 - 19 giugno 1850) - sposò Maria Sybilla van Halm (1761 - 1802); sposò poi Hermine Leonarda Burckhardt; sposò poi Marie Elisabeth Dumoulin; sposò poi Jeanne Adrienne Marie Beckman:
              1. Volkert Willem (10 marzo 1794 - 17 giugno 1855), luogotenente colonnello del Koninklijke Landmacht- sposò Catharine Louisa Serres (30 marzo 1807 - 21 agosto 1895):
                1. Louise Henriette Sibylle La Belle (17 novembre 1828 - 4 maggio 1869) - sposò Alexander Macintosh (1803 - 1853): con discendenza;
                2. Jkhr. Karel Huibert (29 marzo 1839 - 4 febbraio 1892) - sposò Marianne Louise Pringle (27 febbraio 1840 - marzo 1911):
                  1. Catharine Louisa (c. 1865 - 14 agosto 1929) - sposò Hendrik Graeuwen (c.1856 - 30 maggio 1941): con discendenza;
                  2. Volkert Huibert (1866 - 1937), sindaco di Alblasserdam - sposò Joanna Visser (1868 - 1953):
                    1. Wilhelmina Delina Joanna
                    2. Carel Huibert Valchaire (6 luglio 1897 - 12 marzo 1974) - sposò Wilhelmina Mees (10 aprile 1898 - 24 ottobre 1984); divorziando; sposò poi Irene Mildred Hollaway (1909 - ?):
                      1. (I) Volkert Huibert (1921 - ?) - sposò Anna Selinde Roosenburg:
                        1. 4 figli
                        2. Annette Christine (1953 - 1960)

                      2. Abraham Cornelis
                      3. Gualtherus Hendrik (15 settembre 1926 - 7 aprile 1952)
                      4. Peter Josias (19 agosto 1930 - 29 luglio 1946)

                    3. Marianne Louise

                3. Volkert Willem (18 dicembre 1841 - 24 febbraio 1919) - sposò Emilij Boult (26 agosto 1842 - 1 marzo 1921):
                  1. Antoinette Eliza (26 novembre 1865 - 31 dicembre 1938) - sposò Carel Pieter Goffin van der Star (8 settembre 1861 - 12 dicembre 1935): con discendenza;

                4. Herman Leonard (1 gennaio 1844 - 11 settembre 1863)

              2. Charles Hubert (23 gennaio 1800 - 29 settembre 1874) - sposò Johanna Josephine van Wingerden (1810 - 1895):
                1. Jacqueline Rudolphine (25 maggio 1841 - 27 gennaio 1923) - sposò Cornelis Schafer (22 febbraio 1835 - 27 novembre 1885): con discendenza;
                2. Guillaume Gérard (14 gennaio 1840 - 18 agosto 1905), governatore di Timor - sposò Helena Hermina Verbeek (27 novembre 1846 - 17 agosto 1909):
                  1. Raimond, marchese di Villeneuve-Tartonne-La Colette (14 aprile 1876 - 30 maggio 1925) - sposò Marie Claire Valérie de Villeneuve-Flayosc (11 agosto 1882 - 31 luglio 1909):
                    1. Antoine Arnoud Jean Thierry Théodore Hélion Raymond (23 giugno 1905 - 17 settembre 1956)
                    2. Louis Gérard Raoul Raymond (1 luglio 1907 - 15 aprile 1984)

                  2. Henriette Lily Richardine (5 giugno 1880 - tra il 1940 e il 1945)
                  3. Blanche Rosalie - sposò Willejlm Weijerman
                  4. Thierry Jean Melchior :)
                  5. Marie Jeanne Eugénie - sposò Lothar von Beim

              3. (II) Wilhelm Christian Ehrenfried (20 gennaio 1806 - 1811)
              4. Apollonie Elisabeth (6 aprile 1808 - ?) - sposò David van Guericke (1797 - 1832): con discendenza;
              5. Herman Léonard (15 marzo 1811 - 13 maggio 1873)

            2. Josias Cornelis (1763 - prima del 1793) - sposò Maria Sybilla van Halm (1761 - 1802):
              1. Willem (17 aprile 1787 - 31 marzo 1851) - sposò Maria Elisabeth Petronella Terwiel:
                1. Willem Clement Elie (17 ottobre 1822 - ?):
                  1. Maria Christina Amelia Wilhelmina: con discendenza;

              2. Josina Cornelia Arnolda (18 aprile 1792 - 15 febbraio 1860) - sposò Antony Rappard (1785 - 1851): con discendenza;
              3. Wilhelmina Helena

          10. Cornelia Johanna (1737 - 1817) - sposò Willem van Rijssel: con discendenza;

        2. Hélion

    2. Pierre, signore di Tartonne (? - 24 dicembre 1669)
    3. Isabeau (? - 16 aprile 1637) - sposò Léon de Trimond, signore de Tartonne

#### LineaVilleneuve-Flayosc
Jean Baptiste, barone de Flayosc et de Barrême (1575 - 1642) - sposò Louise de Glandèves-Montblanc (? - prima del 1654): 
1. Alexandre François, marchese di Flayosc e Trans (? - 8 marzo 1689) - sposò Anne de Flotte d'Angoult:
  1. Madeleine - sposò Henry d'Aymar
  2. Balthazar, barone di Barrême e marchese di Flayosc (13 luglio 1666 - 25 marzo 1747) - sposò Elisabeth de Maurel de Villeneuve:
    1. Joseph André, marchese di Flayosc (15 ottobre 1714 - 16 febbraio 1778) - sposò Pauline de Villeneuve (? - 30 dicembre 1776):
      1. Léonce (30 ottobre 1758 - 18 luglio 1835) - sposò Marie Joséphine Rey de Taradeau (? - 10 ottobre 1836):
        1. Hyppolite, conte di Trans (19 aprile 1803 - 11 maggio 1875) - sposò Victoire Augustine Irène de Gardane (16 aprile 1812 - 1892):
          1. Henri (23 maggio 1840 - ?) - sposò Valérie Eugénie Joséphine de Lochtenberg:
            1. Marie Claire (11 agosto 1882 - 31 luglio 1909) - sposò Raimond de Villeneuve, marchese di Villeneuve Tartonne La Colette: con discendenza;
            2. Henri, conte (1884 - 1937)

      2. Alexandre, marchese (4 luglio 1745 - 9 febbraio 1806) - sposò Mélanie de Forbin (? - 16 novembre 1841):
        1. Raimond, marchese (19 novembre 1779 - 8 febbraio 1857) - sposò Elisabeth de Beaumont (? - 1845):
          1. Roselyne (5 aprile 1831 - 31 dicembre 1893) - sposò Palamède, marquis de Forbin La Barben: con discendenza;
2. Jean (? - 22 marzo 1675) - sposò Marie de Barras-Mirabeau (? - 12 marzo 1685):
  1. Anne (24 settembre 1641 - 9 dicembre 1704) - sposò Gaspard de Glandevès, conte de Pourrières: con discendenza;
  2. Claire (7 gennaio 1645 - 1713) - sposò Pierre de Laidet: con discendenza;
  3. Rossoline - sposò Pierre de Villeneuve, signore di Séranon: con discendenza;

### de Villeneuve-Tourrettes
Hugues (1276 - ?) - sposò Beatrice di Savoia:
1. Raymond, signore di Tourrettes - sposò Alix de Blacas:
  1. Pons Albert, signore - sposò Adelasie Rostang:
    1. Bertrand - sposò Sancie de Signe:
      1. Jean - sposò Dragonne Ricavi:
        1. Pons (1361 - 1411) - sposò Catherine de Vauclause:
          1. Jean II - sposò Jean de Berre:
            1. Pons, signore di Bargemon (1433 - 1482) - sposò Tacie de Castellane Allemagne:
              1. Magdeleine - sposò Honoré de Blacas: con discendenza;
              2. Honoré (? - 1533) - sposò Catherine de Bouliers:
                1. Gaspard (? - 6 maggio 1559) - sposò Anne de Castellane Grignan (? - 1575):
                  1. Christophe, barone di Vaucluse e Bargemon (30 giugno 1541 - 26 luglio 1615) - sposò Françoise de Grasse (? - 7 novembre 1621):
                    1. Marguerite (1566 - ?) - sposò Joseph de Flotte d'Agoult, signore de Saint Auban: con disc;
                    2. Jean, barone (1567 - 1617) - sposò Françoise de La Baume de Suze:
                      1. François - discendenti vedi sotto: Linea Villeneuve-Bargemon

                    3. Anne - sposò Louis François de Rabasse: con disc;
                    4. Marquise: con disc.;

                  2. Isabeau (1544 - ?) - sposò Claude de Raymond d'Eoulz: con disc-
                  3. Jean-Jacques (1547 - ?)

          2. Antoine - sposò Paulette du Puget:
            1. Honoré, signore di Tourrettes (? - 1521) - sposò Bianca Grimaldi, figlia di Claudina di Monaco:
              1. Jean I, signore d'Esclapon (1501 - 1554) - sposò Marguerite de Foix (? - 31 marzo 1541):
                1. Jean II, signore di Tourrettes e d'Esclapon (? - 26 aprile 1586) - sposò Perrette d'Oraison, signora de La Roquette (? - 17 novembre 1626):
                  1. César, signore de Cananilles (31 dicembre 1583 - 28 novembre 1651) - sposò Blanche de Barras (? - 11 settembre 1684):
                    1. Marie Aimare - sposò Auguste de Monier, signore di Sausset: con discendenza;

                  2. Jean III, barone di Tourrettes (4 settembre 1565 - c.1621) - sposò Baptistine de la Lande (? - 15 aprile 1636):
                    1. Marguerite (? - 5 maggio 1697) - sposò Honoré de Villeneuve, seigneur de La Colle et de Mons: con discendenza;
                    2. Gaspard, conte (26 maggio 1598 - 2 novembre 1646):
                      1. Pierre, conte (11 giugno 1639 - 21 ottobre 1697) - sposò Marie Françoise de Bitaut (? - 15 ottobre 1699):
                        1. Marguerite Rosaline - sposò Honoré III Grimaldi, marchese de Cagnes: con discendenza:
                        2. Pierre Jean (2 luglio 1666 - 18 febbraio 1730)
                        3. Thomas (8 settembre 1682 - 30 aprile 1756):
                          1. Thomas, conte di Montagu (? - 1794):
                            1. Jean (? - 1805):
                              1. Pierre (1787 - ?), luogotenente a Novgorod:
                                1. Nicolas (1826 - ?) - sposò Sofia Aleksandrovna Verevkin:
                                  1. Anatoli Nikolaevic (10 luglio 1871 - ?)

                  3. Hércule, signore d'Esclapon (31 dicembre 1585 - 28 gennaio 1660) - sposò Anne de Flotte de Meaux (? - 12 luglio 1632) e Honorade de Barras (1599 - 1684)
                    1. (II) Angélique (1633 - ?)
                    2. Antoine (1634 - 1635)
                    3. Hélène (1636 - ?)
                    4. César (1640)
                    5. Blanche Ursule (1643 - ?), religioso
                    6. François (1648 - 1650)
                    7. Hercule, signore d'Esclapon (29 settembre 1649 - 5 novembre 1714) - sposò Marguerite d'Arnoux (c.1654 - 1686); sposò, vedovo, Jeanne de Burle (? - dopo il 1731): discendenza vedi sotto: Linea Villeneuve-Esclapon

                  4. Charles, signore di Beauregard (3 giugno 1570 - ?) - sposò Gabrielle de Demandolx (? - 5 marzo 1644):
                    1. Barthélemy (18 febbraio 1608 - 3 agosto 1689)

                  5. Lucresse - sposò Foulques de Pontèves: con discendenza;
                  6. Henri

              2. Marie - sposò Louis de Castellane, signore d'Andon
              3. Antoine, signore de La Berlière - sposò Marie de Montjournal:
                1. Isabeau - sposò Georges de Viry: con discendenza;

              4. Gaspar, signore di Mons - sposò Claude de Carbonnel:
                1. Marguerite - sposò Jean de Génas: con discendenza;
                2. Henri, signore di Gaut - sposò Constance Fernandez:
                  1. Suzanne - sposò Jacques de Villeneuve de Tourrettes: con discendenza;
                  2. Louis, signore di Belleval (? - 19 dicembre 1647) - sposò Delphine Porre (? - 20 aprile 1637):
                    1. Honoré, signore de La Colle (1616 - 1684)

              5. Leonette - sposò Aleramo Valperga (? - 1581): con discendenza;

            2. Madeleine - sposò Vincent de Castellane de Fos (1460 - ?)
            3. Andrivette - sposò Louis de Grasse, signore di Cabris (? - 19 aprile 1524): con discendenza;

          3. Villette - sposò Antoine de Flotte: con discendenza;

#### Linea Villeneuve-Bargemon
François de Villeneuve-Bargemon - sposò Marie d'Aymar:
1. Balthazar (12 ottobre 1636 - 17 maggio 1707) - sposò Blanche de Gautier d'Aiguines:
  1. Joseph (7 febbraio 1675 - 30 maggio 1752) - sposò Elisabeth de Flotte d'Agoult, signora de Saint Auban (1687 - 1762)
    1. Christophe (8 ottobre 1716 - 21 dicembre 1800) - sposò Thérèse Françoise de Lombard Gourdon (? - 1760):
      1. Joseph, marchese (11 giugno 1745 - 20 maggio 1808) - sposò Sophie Anne Joseph de Bausset Roquefort (1751 - 1847):
        1. Emmanuel Ferdinand, marchese (25 dicembre 1777 - 26 gennaio 1835) - sposò nel 1806 Pauline Dorothée de Collomp:
          1. Henri Joseph (5 agosto 1807 - 5 maggio 1878), marchese - sposò il 2 maggio 1832 Léonide Marie Madeleine de Chamillard de la Suze (8 giugno 1808 - 22 febbraio 1886):
            1. Ferdinand Henri Hélion (26 ottobre 1834 - 17 giugno 1909), marchese - sposò il 26 dicembre 1860 Elisabeth Marie Sidonie "Léontine" de Rohan-Chabot (9 aprile 1833 - 26 dicembre 1914):
              1. Marie Madeleine Anne Rosaline (2 dicembre 1863 - 25 ottobre 1935) - sposò il 28 giugno 1888 Robert Anne-Gabriel François de Loppin de Montmort (20 luglio 1862 - 6 marzo 1939), divorziando il 30 ottobre 1899: con discendenza;
              2. Anne Marie Joséphine Léontine (28 dicembre 1870 - 16 dicembre 1937) - sposò il 7 febbraio 1893 il visconte Raimond Roger Germain Antoine d'Ouvrier de Bruniquel de Villegny (5 febbraio 1866 - 2 dicembre 1924): con discendenza;

            2. Alban Géraud Marie (13 gennaio 1835 - 24 gennaio 1900), luogotenente - sposò il 30 aprile 1879 Sophie Caroline Albertine Marine Maxime de Colbert-Cannet (1853 - ?):
              1. Marie Caroline (24 maggio 1883 - 5 giugno 1886)
              2. Emeline (14 aprile 1887 - 27 ottobre 1970)
              3. Pierre (12 settembre 1888 - 12 marzo 1926)

            3. Marie Thérèse Louise (3 ottobre 1836 - 18 novembre 1906) - sposò il 16 aprile 1861 Camille de Bec: con discendenza;
            4. Romée Auguste Paul (6 agosto 1838 - 28 febbraio 1898) - sposò l'8 settembre 1862 Marie Asselanie Chantal (De Montravail) de Barrème (13 gennaio 1844 - 18 febbraio 1924):
              1. Roseline (18 agosto 1863 - 10 agosto 1933) - sposò il 28 settembre 1887 Albert Pavin de la Farge (3 gennaio 1859 - 29 aprile 1936): con discendenza;
              2. Joseph Marie Elzéard Ignace (29 agosto 1868 - 14 ottobre 1956) - sposò il 27 dicembre 1899 Magdeleine Marie Henriette Amélie de Ricard (9 aprile 1878 - 14 luglio 1950):
                1. Raymond Emmanuel Romée Joseph (3 novembre 1900 - 9 luglio 1901)
                2. André Marie Joseph Jean (7 giugno 1911 - 4 giugno 1989), marchese - sposò il 18 giugno 1946 Magdelene Marie de Trefond d'Avancourt (16 dicembre 1919 - ?), sindaco di Grèzes dal 1953 al 1965:
                  1. Roselyne Marie Françoise
                  2. Bernard
                  3. Claude

              3. Marie Louise Joseph Thérèse (27 febbraio 1871 - 27 gennaio 1926) - sposò nel 1899 Louis de Prandières (1862 - 1921): con discendenza;

          2. Laure Roseline Françoise (23 agosto 1811 - 24 gennaio 1893) - sposò il 20 febbraio 1838 Auguste Charles Paul de David-Beauregard (1859 - ?): con discendenza;

        2. Alban, visconte (8 agosto 1784 - 8 giugno 1850) - sposò Mathilde Françoise Alexandrine Dubreuil de Frégoze (1795 - 1822); sposò poi Emma Eléonore Pauline de Carbonnel de Canisy (1800 - 1881):
          1. (I) Adelaise (1816 - 1838)
          2. Louise (1819 - 1892)
          3. (II) Adrienne (30 ottobre 1826 - 7 giugno 1870), dama di compagnia dell'imperatrice Eugenia de Montijo - sposò Gustave Olivier Lannes de Montebello: con discendenza;
          4. Elzéar Louis Joseph Armand Alban (28 gennaio 1828 - 21 novembre 1878) - sposò Marguerite de la Myre:
            1. Cécile Emma Gabrielle Roseline (10 febbraio 1858 - 7 marzo 1919) - sposò nel 1877 Romée Marie Antoine de VILLENEUVE-BARGEMON: con discendenza;
            2. Alban Joseph Hélion Gabriel (1859 - 1955) - sposò Thérèse Geneviève Balsan (1871 - 1960):
              1. Marie Marguerite Elisabeth Rosaline: con discendenza;
              2. Roselyn Geneviève Marguerite Marie: con discendenza;
              3. Augustin Alban Robert Joseph: con discendenza;

            3. Adrien Gabriel Gaston Hélion (5 ottobre 1863 - 5 gennaio 1956)
            4. Robert Elzéar Palamède Gustave (1869 - ?) - sposò Marie Thérèse Yturbe
              1. Palamède Robert Elzéar (1908 - 1981) - sposò Maria "Pilar" Rosalia Carlota Josefa MUNOZ de LABORDE:
                1. Robert Bertrand Jean -

        3. Louis-François (8 agosto 1784 - 1850) - sposò Artemise Hyacinthe Caroline de Bourcier (1801 - 1877):
          1. Nathalie Aliénor Sophie Roselyne Marie (7 dicembre 1821 - 10 agosto 1886) - sposò il conte Ernest Charles Irénée de Brosses (23 marzo 1801 - 12 marzo 1869): con discendenza;
          2. Marie Roseline (1824 - ?)

        4. Jean-Baptiste (28 novembre 1788 - 6 agosto 1861) - sposò Jacqueline Julie Marie Héliodore de Séran (? - 5 agosto 1890):
          1. Raimond Marie Joseph (1826 - ?), sindaco di Bargemon (1855-1860), sindaco di Paris VII (1860-1870) - sposò Mathilde Antoinette Nivière (? - 1 luglio 1860):
            1. Romée Marie Antoine (21 gennaio 1851 - 18 dicembre 1931) - sposò Cécile Emma Gabrielle Roseline (10 febbraio 1858 - 7 marzo 1919):
              1. Xavier Elzéar Raymond (29 settembre 1883 - 4 settembre 1914) - sposò Henriette Mathilde Charlotte Marie de Maistre (10 novembre 1874 - 9 maggio 1955):
                1. Raymond François Romée Marie (3 gennaio 1912 - 8 maggio 1981) - sposò: con discendenza;
                2. Cécile (1913 - ?)

      2. Roselin (1751 - ?) - sposò Charles Leopold d'Ainesy de Montpezat (1748 - 1835): con discendenza;

#### Linea Villeneuve-Esclapon
Hercule, signore d'Esclapon (29 settembre 1649 - 5 novembre 1714) - sposò Marguerite d'Arnoux (c.1654 - 1686); sposò, vedovo, Jeanne de Burle (? - dopo il 1731):
1. Jean-Baptiste - sposò Lucrèce Dezein (? - 15 giugno 1762):
  1. Charles Pierre (26 marzo 1724 - 9 giugno 1781) - sposò Augustine de Clérissy-Trévans (1743 - 1832):
    1. Pierre Charles Silvestre Jean-Baptiste
    2. Elzear Jules (27 maggio 1765 - 15 aprile 1820) - sposò Cécile Thérèse Luce de Clerissy-Trévans (1780 - 1808); sposò poi Marie Thérèse Sophie de Villeneuve Esclapon (1771 - 1816):
      1. (I) Eulalie Augustine Thérèse (24 ottobre 1805 - 4 agosto 1854)
      2. Romée Charles (1807 - 1889) - sposò Louise de Lyle-Taulane (? - 1889):
        1. Gaspard Gabriel Hélion (1835 - 1907) - sposò Marie Alexandrine Elodie Pichard du Page:
          1. Romée Anne Gaspard (6 gennaio 1876 - 1 aprile 1912) - sposò Camille Jeanne Marie Pauline Benoist d'Azy
            1. Albert Paul Marie Jude, conte
            2. Hélion Albert Marie
            3. Berthe Camille Gabrielle Marie
            4. Romée Edouard Marie
            5. Claude Marie Madeleine
            6. Roselyne Alice Jeanne Marie Thérèse
            7. Edouard Romée Marie (11 dicembre 1905 - 22 settembre 2002): con discendenza;

        2. Arthur (14 luglio 1839 - 28 dicembre 1929) - sposò Mathilde Marie de Thysebeart:
          1. Odette Marie Ghislaine (27 ottobre 1881 - 6 gennaio 1961) - sposò Camille Guillaume d'Allard
          2. Hélion Marie Charles Louis

        3. Edouard - sposò Marie Amélie de Thysebeart:
          1. Roselyne - sposò Philippe Henri Joseph d'Anselme: con discendenza;
          2. Charles

        4. Marie Xavier Arthur

    3. Hercule François (15 novembre 1766 - 21 maggio 1790), canonico prsso l'Abbazia di San Vittore (Marsiglia)
    4. Françoise Roseline (29 novembre 1768 - 15 febbraio 1799) -
    5. Victor (15 settembre 1769 - 15 febbraio 1770)
    6. Auguste (11 maggio 1771 - 1 agosto 1858) - sposò Aglaé de Fresse de Monval (1789 - 1859):
      1. Charles (1812 - 1864) - sposò Alexandrine de Pillot de Coligny (1818 - 1890):
        1. Marie Donat Ignace Charles - sposò Louise Douce Marie Antoinette Marie Antoinette Girard Girard de Châteauvieux:
          1. Pierre Joseph Marie (1897 - 1918)

        2. Marie Charlotte Louise Donatie (1850 - ?) - sposò Charles De Durand De Prémorel (16 luglio 1841 - 27 marzo 1917): con discendenza;
        3. Donatie (18 settembre 1851 - 4 aprile 1889) - sposò Raoul de Durand de Prémorel (3 gennaio 1832 - 23 novembre 1915): con discendenza;
        4. Hélion - sposò Joséphine de Blanchetti:
          1. Charles Romée (1898 - 1972)

        5. Raimond (1854 - 1927) - sposò Renée des Tessières:
          1. Marie (1888 - 1966)
          2. Romée (1896 - 1960)
          3. Paule

        6. Marie Gertrude Roseline (1856 - 1943) - sposò Joseph René Guyot De Saint-Michel (1846 - 1920): con discendenza;
        7. Louis
        8. Clémentine

      2. Ferdinand (1825 - 1901)

    7. Eugène Mayeul (11 maggio 1771 - 21 ottobre 1792)
    8. Hélion (12 marzo 1773 - 15 giugno 1843) - sposò Zoé Rhodes de Barras (? - 24 settembre 1854):
      1. Jules (11 dicembre 1809 - 27 novembre 1895) - sposò Henriette de Fresse de Monval:
        1. Christian Henri Marie, marchese (8 agosto 1852 - 3 aprile 1931) - sposò il 21 marzo 1882 Jeanne Bonaparte (15 settembre 1861 - 25 luglio 1910), figlia di Pietro Napoleone Bonaparte:
          1. Marie Roselyne (1893 - 1973) - sposò il conte Bruno de Maigret (1888 - 1966): con discendenza;
          2. Pierre Jules Napoléon (? - 10 novembre 1957)

    9. Joseph-Romée (5 settembre 1774 -4 agosto 1775)
    10. Augustin (5 ottobre 1775)
    11. Victor-Romée (13 ottobre 1776 - 9 marzo 1777)
    12. Romée (12 gennaio 1778 - 3 ottobre 1802)
    13. Eugénie (20 marzo 1780 - 18 settembre 1864)
2. (II) Eustache (1688 - 1764)
3. Claire (1691 - 1692)
4. Rosaline (6 - 15 aprile 1695)
5. Françoise (18 novembre 1696 - 24 dicembre 1737) - sposò Antoine de Villeneuve: con discendenza;
6. Hércule (1699 - 1701)

### Villeneuve-Croisille
Raymond Arnaud de Villeneuve-Croisille (1324 - 1408):
1. Bernard XII, barone de La Croisille & Maurens (1385 - ?) - sposò Delphine de Prades (1375 - c.1418):
  1. Jean III (1410 - 1460) - sposò Delphine de Padiès (c.1428 - 27 novembre 1472):
    1. Jeanne (1446 - ?) - sposò Antoine d'Anticamerata: con discendenza;
    2. Jacques IV, signore di Croisillat (1470 - 1539) - sposò Marie de Puybusque (? - 1525):
      1. Jacques - sposò Marie de Roquette:
        1. Jean, signore di Beauville - sposò Marguerite d'Auriol:
          1. Gaspard, signore - sposò Françoise de Nogerolles, signora de Saint-Sernin:
            1. Guillaume, signore di Beauville e Saint-Sernin - sposò Suzanne de Montfauçon:
              1. Germaine - sposò Jean de Villeneuve, seigneur de La Croisille: con discendenza;

      2. Gaspard III, signore (? - 28 novembre 1576) - sposò Catherine de Corneillan:
        1. Anne (1565 - ?) - sposò François de Montesquiou, signore du Faget et d'Auriac: con discendenza;

      3. Guillaume VI, signore di Croisillat - sposò Antoinette de Rivals:
        1. Gaspard IV, signore - sposò Marie de Cajard:
          1. Guillaume VII, signore - sposò Marguerite de Gameville:
            1. Maurice I, signore - sposò Françoise de Bénézet:
              1. Guillaume VIII - sposò Jeanne de Bories:
                1. Maurice II, signore (1702 - 1778) - sposò Anne de Villeraze:
                  1. Jean Joseph (1734 - 1804) - sposò Marie Rose Amblard:
                    1. Maurice
                    2. Louis (22 febbraio 1768 - 19 marzo 1841) - sposò Rosalie d'Avessens de Saint Rome:
                      1. Léontine (31 gennaio 1803 - 5 aprile 1897) - sposò Jean Adolphe de Castelbajac (14 agosto 1795 - 10 febbraio 1864): con discendenza;
                      2. Ludovic, marchese (1815 - 1906) - sposò Anne Gabrielle Emilie Donnadieu:
                        1. Raymond Roger (1843 - ?) - sposò Hermine de Mauléon:
                          1. Louis, marchese (1875 - 1952) - sposò Simone Henriette de Carayon-La Tour (20 aprile 1880 - 8 febbraio 1942):
                            1. Hermine (17 settembre 1902 - 12 ottobre 1963)
                            2. Ludovic, conte (1922 - ?) - sposò Henruette de Lur-Saluces: con discendenza;

                  2. Guillaume X, signore - sposò Marie Renée Apollonie de Cabrol-Rieumajou:
                    1. Jean André Augustin

    3. Michel, signore de la Croisille & Maurens (1442 - ?) - sposò Marguerite d'Aure:
      1. Marie (c.1505 - ?) - sposò Michel des Guilhots: con discendenza;
      2. Guillaume, signore - sposò Marguerite de Capriol:
        1. Jacques, signore - sposò Marie de Voisins:
          1. Honoré, signore - sposò Françoise de Villeneuve:
            1. Barthelémy, signore (? - 12 settembre 1652) - sposò Claire du Boisson de Beauvoir:
              1. Jean, signore (? - 1686) - sposò Germaine de Villeneuve:
                1. Guillaume, signore - sposò Anne de Montesquieu de Sainte Colombe:
                  1. Gaspard (? - 1760)

            2. Antoine - sposò Marthe de Calmels:
              1. Barthelémy, signore di Montgros (? - 1700) - sposò Marie de Séverac:
                1. François Gaillard, signore di Lanzarous
                2. Alexandre I, signore de La Roque - sposò Catherine de Boyer, signorina di Puechmeja:
                  1. Catherine (? - 1734) - sposò Alexandre II de Toulouse-Lautrec (26 settembre 1696 - 1762): con discendenza;

                3. Jacques

  2. Bernard:
    1. Jean - sposò Dauphine de Bonne - discendenti vedi sotto: Villeneuve-Francarville
    2. Isabeau - sposò Bégon de Roquelaure Pompignac: con discendenza;

  3. Jeanne - sposò Bertrand de Nogaret, signore de Marquesave (1380 - 1447): con discendenza;
2. François - sposò Eléonore de Prades (c.1392 - 1422):

#### de Villeneuve-Francarville
Jean de Villeneuve-Francarville - sposò Dauphine de Bonne:
1. Anne - sposò Philippe de Corneilhac
2. Pierre VI (c.1470 - ?) - sposò Françoise de Rigaud de Vaudreuil:
  1. Hugues V, barone de La Croisille, signore de Maurens & de Francarville (c.1520 - 1602) - sposò Françoise d'Arouil:
    1. François, signore de Navès et de Barthenave (1565 - ?) - sposò Françoise de Turenne:
      1. Jean Marc (1590 - ?) - sposò Claire Dax (1592 - ?):
        1. Renée - sposò Jean-Paul, barone di Croisille: con discendenza;

    2. Antoinette
    3. Françoise - sposò Honoré de Villeneuve: con discendenza;
    4. Gaspard, signore de Francarville (? - 1609) - sposò Gabrielle de Chateauverdun:
      1. Eleanore (1590 - ?) - sposò Abel de Toulouse-Lautrec, signore d'Algans: con discendenza;
      2. Hugues VI (1595 - 1662), signore - sposò Paule de Portal:
        1. Jean-Paul, barone di Croisille - sposò Renée de Villeneuve-Navès:
          1. Antoine - sposò Catherine de Martin:
            1. Marie (1687 - 1750) - sposò Jean Dupuy de Labastide (? - 1743): con discendenza;
            2. Pierre - sposò Marie Anne de Mazières-Montendre:
              1. Antoine, marchese d'Arifat - sposò Marie Thérèse de Lannoy:
                1. Louis Florent, marchese

      3. Jean

  2. Arnaud

## Esponenti della Famiglia de Villeneuve
- Guillaume de Villeneuve, Cronista francese del XV secolo partecipò alla conquista del Napoletano da parte di Carlo VIII di Francia, fu nominato governatore di Trani, e fatto prigioniero Tornato in Francia scrisse le sue Memorie.
- Claude-Alexandre de Villeneuve, conte di Vence (1702-1760) figlio di Antoine e di Françoise de Grasse, luogotenente generale delle armate del Re dal 1739 al 1760, fu ammesso come membro dell'Accademia reale di pittura e scultura . Morì a La Rochelle - La sua biblioteca viene considerata una delle più importanti di Francia
- Barthélémy-Joseph de Villeneuve-Bargemon (1720-1795), canonico e conte di Saint-Victor de Marseille fu deputato degli Stati Generali del 1789.
- Pierre Charles Silvestre de Villeneuve ammiraglio e comandante la flotta franco-spagnola alla Battaglia di Trafalgar.
- Christophe de Villeneuve-Bargemon (1771-1829), prefetto prima di Lot-et-Garonne e poi di Bouches-du-Rhône fu autore di "Statistique des Bouches-du-Rhône.